# El Triángulo, delstaten Mexiko
El Triángulo  är en ort i Mexiko, tillhörande kommunen Valle de Chalco Solidaridad i delstaten Mexiko. El Triángulo ligger i den centrala delen av landet och tillhör Mexico Citys storstadsområde. Orten hade 203 invånare vid folkräkningen 2010.